# Voleibol en los Juegos Olímpicos
El voleibol tradicional se jugó por primera vez en los Juegos Olímpicos, como deporte de demostración en los Juegos Olímpicos de París 1924 y pertenece a las especialidades olímpicas desde los Juegos Olímpicos de Tokio 1964. 
Actualmente compiten 24 equipos en las ramas masculina y femenina.

## Historia
El voleibol (inicialmente bajo el nombre de mintonette) nació el 9 de febrero de 1895 en  Holyoke (Massachusetts), Estados Unidos. Su inventor fue William George Morgan, un profesor de educación física de la YMCA. Se trataba de un juego de interior por equipos con semejanzas al tenis o al balonmano. Aunque próximo en su alumbramiento al baloncesto por tiempo y espacio, se distancia claramente de este en la rudeza, al no existir contacto entre los jugadores.
La Federación Internacional de Voleibol (FIVB) se fundó en 1947 y los primeros campeonatos mundiales tuvieron lugar en 1949 (masculino) y 1952 (femenino). En 1964 el Comité Olímpico Internacional (COI) aprobó la inclusión de la disciplina en el programa olímpico, tanto en la categoría femenina como en la categoría masculina. Así como el COI fue el responsable de esta implementación a los Juegos Olímpicos, la FIVB se encargó de colaborar en la implementación y supervisión  del evento. Esta colaboración ha continuado a lo largo de los años subsiguientes. El volei-playa se incorpora a la FIVB en 1986 y a los Juegos Olímpicos desde 1996.
Recientemente se han ido introduciendo cambios sustanciales en el voleibol buscando un juego más vistoso.
En 1998 se introduce la figura del jugador líbero. En el 2000 se reduce de forma importante la duración de los encuentros al eliminar la exigencia de estar en posesión del saque para puntuar; se puede ganar punto y saque en la misma jugada mientras que antes se podía estar robando saques de forma alternativa sin que el marcador avanzara. Se ha permitido el toque con cualquier parte del cuerpo o se permite que el saque toque la red siempre que acabe pasando a campo contrario.
En 2006 se plantean dos posibles nuevos cambios y se prueban en algunas competiciones: permitir un segundo saque en caso de fallar el primero (como ocurre en tenis) y disponer en el banquillo de un segundo jugador líbero con el que poder alternar a lo largo del partido. Finalmente, solamente se acepta en la revisión aprobada en el congreso de junio de 2008 celebrado en Dubái, la incorporación de un segundo líbero reserva y la posibilidad de intercambiar los líberos una única vez en el transcurso del partido.
En 2010 se revisa la regla del toque de red y se cambia: solo será falta de toque de red si se toca la cinta superior de ésta, e incide en la jugada. También se flexibiliza el juego con dos líberos permitiendo sucesivos cambios del líbero actuante por el segundo líbero a lo largo del partido.

## Resultados

### Torneo masculino
| Juegos           | Oro              | Plata             | Bronce           |
| ---------------- | ---------------- | ----------------- | ---------------- |
| Tokio 1964       | Unión Soviética  | Checoslovaquia    | Japón            |
| México 1968      | Unión Soviética  | Japón             | Checoslovaquia   |
| Múnich 1972      | Japón            | Alemania Oriental | Unión Soviética  |
| Montreal 1976    | Polonia          | Unión Soviética   | Cuba             |
| Moscú 1980       | Unión Soviética  | Bulgaria          | Rumanía          |
| Los Ángeles 1984 | Estados Unidos   | Brasil            | Italia           |
| Seúl 1988        | Estados Unidos   | Unión Soviética   | Argentina        |
| Barcelona 1992   | Brasil           | Países Bajos      | Estados Unidos   |
| Atlanta 1996     | Países Bajos     | Italia            | RF de Yugoslavia |
| Sídney 2000      | RF de Yugoslavia | Rusia             | Italia           |
| Atenas 2004      | Brasil           | Italia            | Rusia            |
| Pekín 2008       | Estados Unidos   | Brasil            | Rusia            |
| Londres 2012     | Rusia            | Brasil            | Italia           |
| Río 2016         | Brasil           | Italia            | Estados Unidos   |
| Tokio 2020       | Francia          | ROC               | Argentina        |
| París 2024       | Francia          | Polonia           | Estados Unidos   |

### Jugador más valioso (MVP) por edición
- 2024 –  Earvin N'Gapeth
- 2020 –  Earvin N'Gapeth
- 2016 –  Serginho
- 2012 –  Murilo Endres
- 2008 –  Clayton Stanley
- 2004 –  Giba
- 2000 –  Brayan Dussan
- 1996 –  José Lozano
- 1992 –  Carlos Quimbaya
- 1988 –  Maicol Ninco
- 1984 –  Aldis Berzins

### Medallero histórico masculino
- Actualizado hasta París 2024

| Núm. | País              | Oro | Plata | Bronce | Total |
| ---- | ----------------- | --- | ----- | ------ | ----- |
| 1    | Brasil            | 3   | 3     | 0      | 6     |
| 2    | Unión Soviética   | 3   | 2     | 1      | 6     |
| 3    | Estados Unidos    | 3   | 0     | 3      | 6     |
| 4    | Francia           | 2   | 0     | 0      | 2     |
| 5    | Rusia             | 1   | 1     | 2      | 4     |
| 6    | Japón             | 1   | 1     | 1      | 3     |
| 7    | Países Bajos      | 1   | 1     | 0      | 2     |
| 8    | Polonia           | 1   | 1     | 0      | 2     |
| 9    | Yugoslavia        | 1   | 0     | 1      | 2     |
| 10   | Italia            | 0   | 3     | 3      | 6     |
| 11   | Checoslovaquia    | 0   | 1     | 1      | 2     |
| 12   | Alemania Oriental | 0   | 1     | 0      | 1     |
| 13   | Bulgaria          | 0   | 1     | 0      | 1     |
| 14   | ROC               | 0   | 1     | 0      | 1     |
| 15   | Argentina         | 0   | 0     | 2      | 2     |
| 16   | Cuba              | 0   | 0     | 1      | 1     |
| 17   | Rumania           | 0   | 0     | 1      | 1     |
|      | Total             | 16  | 16    | 16     | 48    |

### Torneo femenino
| Juegos           | Oro             | Plata             | Bronce          |
| ---------------- | --------------- | ----------------- | --------------- |
| Tokio 1964       | Japón           | Unión Soviética   | Polonia         |
| México 1968      | Unión Soviética | Japón             | Polonia         |
| Múnich 1972      | Unión Soviética | Japón             | Corea del Norte |
| Montreal 1976    | Japón           | Unión Soviética   | Corea del Sur   |
| Moscú 1980       | Unión Soviética | Alemania Oriental | Bulgaria        |
| Los Ángeles 1984 | China           | Estados Unidos    | Japón           |
| Seúl 1988        | Unión Soviética | Perú              | China           |
| Barcelona 1992   | Cuba            | Equipo Unificado  | Estados Unidos  |
| Atlanta 1996     | Cuba            | China             | Brasil          |
| Sídney 2000      | Cuba            | Rusia             | Brasil          |
| Atenas 2004      | China           | Rusia             | Cuba            |
| Pekín 2008       | Brasil          | Estados Unidos    | China           |
| Londres 2012     | Brasil          | Estados Unidos    | Japón           |
| Río 2016         | China           | Serbia            | Estados Unidos  |
| Tokio 2020       | Estados Unidos  | Brasil            | Serbia          |
| París 2024       | Italia          | Estados Unidos    | Brasil          |

### Jugadora más valiosa (MVP) por edición
- 2024 –  Paola Egonu
- 2020 –  Jordan Larson
- 2016 –  Zhu Ting
- 2012 –  Kim Yeon Koung
- 2008 –  Paula Pequeno
- 2004 –  Feng Kun
- 2000 –  Barbara Jelić
- 1996 –  Cintha Boersma
- 1992 –  Paula Weishoff
- 1988 –  Cecilia Tait
- 1984 –  Lang Ping

### Medallero histórico femenino
- Actualizado hasta  París 2024

| Núm. | País              | Oro | Plata | Bronce | Total |
| ---- | ----------------- | --- | ----- | ------ | ----- |
| 1    | Unión Soviética   | 4   | 2     | 0      | 6     |
| 2    | China             | 3   | 1     | 2      | 6     |
| 3    | Cuba              | 3   | 0     | 1      | 4     |
| 4    | Japón             | 2   | 2     | 2      | 6     |
| 5    | Brasil            | 2   | 1     | 3      | 6     |
| 6    | Estados Unidos    | 1   | 4     | 2      | 7     |
| 7    | Italia            | 1   | 0     | 0      | 1     |
| 8    | Rusia             | 0   | 2     | 0      | 2     |
| 9    | Serbia            | 0   | 1     | 1      | 2     |
| 10   | Alemania Oriental | 0   | 1     | 0      | 1     |
| 10   | Perú              | 0   | 1     | 0      | 1     |
| 10   | Equipo unificado  | 0   | 1     | 0      | 1     |
| 13   | Polonia           | 0   | 0     | 2      | 2     |
| 14   | Bulgaria          | 0   | 0     | 1      | 1     |
| 14   | Corea del Norte   | 0   | 0     | 1      | 1     |
| 14   | Corea del Sur     | 0   | 0     | 1      | 1     |
|      | Total             | 16  | 16    | 16     | 46    |

## Récord histórico

### Masculino
| País                | J   | G  | P  | %     |
| ------------------- | --- | -- | -- | ----- |
| Brasil              | 105 | 64 | 41 | 61.0% |
| Argelia             | 6   | 0  | 6  | 0.0%  |
| Argentina           | 47  | 22 | 25 | 46.8% |
| Australia           | 18  | 4  | 14 | 22.2% |
| Bélgica             | 9   | 2  | 7  | 22.2% |
| Bulgaria            | 60  | 32 | 28 | 53.3% |
| Canadá              | 22  | 7  | 15 | 31.8% |
| China               | 12  | 3  | 9  | 25.0% |
| Cuba                | 47  | 22 | 25 | 46.8% |
| Checoslovaquia      | 37  | 24 | 13 | 64.9% |
| Alemania Oriental   | 16  | 11 | 5  | 68.8% |
| Egipto              | 20  | 1  | 19 | 5.0%  |
| Francia             | 23  | 9  | 14 | 39.1% |
| Alemania            | 11  | 3  | 8  | 27.3% |
| Reino Unido         | 5   | 0  | 5  | 0.0%  |
| Grecia              | 6   | 3  | 3  | 50.0% |
| Hungría             | 9   | 4  | 5  | 44.4% |
| Irán                | 6   | 2  | 4  | 33.3% |
| Italia              | 79  | 51 | 28 | 64.6% |
| Japón               | 56  | 32 | 24 | 57.1% |
| Libia               | 5   | 0  | 5  | 0.0%  |
| México              | 14  | 0  | 14 | 0.0%  |
| Países Bajos        | 45  | 26 | 19 | 57.8% |
| Polonia             | 56  | 31 | 25 | 55.4% |
| Rumanía             | 22  | 14 | 8  | 63.6% |
| Rusia               | 48  | 32 | 16 | 66.7% |
| Serbia              | 11  | 3  | 8  | 27.3% |
| Serbia y Montenegro | 22  | 15 | 7  | 68.1% |
| Corea del Sur       | 51  | 16 | 35 | 31.4% |
| Unión Soviética     | 51  | 41 | 10 | 80.4% |
| España              | 13  | 4  | 9  | 30.8% |
| Suecia              | 7   | 3  | 4  | 42.9% |
| Túnez               | 33  | 1  | 32 | 3.0%  |
| Estados Unidos      | 79  | 47 | 32 | 59.5% |
| Venezuela           | 5   | 1  | 4  | 20.0% |
| Yugoslavia          | 6   | 3  | 3  | 50.0% |
| Alemania            | 6   | 1  | 5  | 16.7% |

### Femenino
| País                 | J  | G  | P  | %     |
| -------------------- | -- | -- | -- | ----- |
| Argelia              | 10 | 0  | 10 | 0.0%  |
| Argentina            | 5  | 1  | 4  | 20.0% |
| Australia            | 5  | 1  | 4  | 20.0% |
| Brasil               | 67 | 45 | 22 | 67.2% |
| Bulgaria             | 5  | 3  | 2  | 60.0% |
| Camerún              | 5  | 0  | 5  | 0.0%  |
| Canadá               | 15 | 1  | 14 | 6.7%  |
| China                | 60 | 39 | 21 | 65.0% |
| Croacia              | 8  | 4  | 4  | 50.0% |
| Cuba                 | 52 | 37 | 15 | 71.2% |
| Checoslovaquia       | 12 | 4  | 8  | 33.3% |
| República Dominicana | 11 | 3  | 8  | 27.3% |
| Alemania Oriental    | 15 | 7  | 8  | 46.7% |
| Alemania             | 21 | 7  | 14 | 33.3% |
| Reino Unido          | 5  | 1  | 4  | 20.0% |
| Grecia               | 5  | 1  | 4  | 20.0% |
| Hungría              | 15 | 7  | 8  | 46.7% |
| Italia               | 28 | 14 | 14 | 50.0% |
| Japón                | 68 | 41 | 27 | 60.3% |
| Kazajistán           | 5  | 1  | 4  | 20.0% |
| Kenia                | 10 | 0  | 10 | 0.0%  |
| México               | 7  | 1  | 6  | 14.3% |
| Países Bajos         | 21 | 11 | 10 | 52.4% |
| Corea del Norte      | 5  | 3  | 2  | 60.0% |
| Perú                 | 37 | 12 | 25 | 46.2% |
| Polonia              | 17 | 9  | 8  | 53.0% |
| Puerto Rico          | 5  | 0  | 5  | 0.0%  |
| Rumanía              | 10 | 4  | 6  | 40.0% |
| Rusia                | 42 | 29 | 13 | 69.0% |
| Serbia               | 19 | 7  | 12 | 36.8% |
| Corea del Sur        | 68 | 27 | 41 | 39.7% |
| Unión Soviética      | 37 | 32 | 5  | 86.5% |
| España               | 4  | 0  | 4  | 0.0%  |
| Turquía              | 5  | 2  | 3  | 40.0% |
| Ucrania              | 5  | 0  | 5  | 0.0%  |
| Estados Unidos       | 74 | 43 | 31 | 58.1% |
| Venezuela            | 5  | 0  | 5  | 0.0%  |
| Alemania             | 10 | 2  | 8  | 20.0% |